# Zbigniew Schodowski
Zbigniew Schodowski (* 30. April 1987 in Toruń, Polen) ist ein polnischer Ruderer.

## Karriere
Schodowski begann mit dem Rudersport im Jahr 2003. Erst im Seniorenbereich ruderte er bei internationalen Wettkämpfen, er kam dabei zwischen 2006 und 2009 gleich viermal bei den U23-Weltmeisterschaften im polnischen Nachwuchsachter zum Einsatz. Dabei wurde jeweils das Finale erreicht, und 2008 mit der Bronzemedaille und 2009 mit dem Weltmeistertitel auch Edelmetallgewinn verbucht.
Parallel durfte sich Schodowski bei den Europameisterschaften 2008 und 2009 bereits für die Nationalmannschaft der offenen Altersklasse im Vierer ohne Steuermann empfehlen. In den Jahren 2010 und 2011 ruderte er dann zusammen mit Maciej Mattik im Zweier ohne Steuermann, das Duo konnte dabei zwei Finalteilnahmen bei den Europameisterschaften und einen 20. Platz bei den Weltmeisterschaften 2011 erreichen. In der olympischen Saison 2012 gelang Schodowski schließlich der Sprung in das polnische Topteam, den Achter. Dieser war in den Vorjahren besonders bei den Europameisterschaften erfolgreich gewesen und bereits für die Olympischen Spiele qualifiziert. In London verpasste die Mannschaft mit Marcin Brzeziński, Piotr Juszczak, Mikołaj Burda, Piotr Hojka, Zbigniew Schodowski, Michał Szpakowski, Krystian Aranowski, Rafał Hejmej und Steuermann Daniel Trojanowski allerdings das Finale und belegte Platz 7. Wenige Wochen später gewann die Mannschaft den Europameistertitel im italienischen Varese.
Auch nach den Spielen in Großbritannien konnte Schodowski weiter im polnischen Achter rudern. Bei den Europameisterschaften 2013 erreichte er Silber. Bei den Weltmeisterschaften 2014 gewann Schodowski außerdem mit dem 3. Platz seine erste WM-Medaille. Mit drei vierten Plätzen bei den Weltmeisterschaften 2013 und Europameisterschaften 2014 und 2015 verpasste der polnische Achter weitere Medaillenplatzierungen knapp. Enttäuschend verliefen die Ruder-Weltmeisterschaften 2015 auf dem französischen Lac d’Aiguebelette, wo die Mannschaft aus Polen mit Schodowski nur den 8. Platz erreichte und die direkte Qualifikation für die Olympischen Sommerspiele in Rio de Janeiro verpasste. Nachdem die Qualifikation im Mai 2016 in Luzern nachgeholt werden konnte, erreichte der polnische Achter den fünften Platz bei den Olympischen Spielen 2016.
Im Mai 2017 gewann der polnische Achter mit Schodowski hinter den Deutschen die Silbermedaille bei den Europameisterschaften 2017.
Schodowski startet für die Vereine AZS-AWF Gorzów Wielkopolski und Toruń AZS. Bei einer Körperhöhe von 2,02 m beträgt sein Wettkampfgewicht rund 95 kg.